# Palle Kähler
Palle Kähler (16. november 1939 i Odense -10. juni 2003 i Ørbæk) var en dansk fodboldspiller og maskinarbejder.
Palle Kähler var wing på det B 1909-hold som blev Danmarksmester i fodbold 1964 og da klubben vandt Landspokalfinalen 1962. 
Palle Kähler opnåede to landskampe; debuterede på landsholdet 11. oktober 1964 mod Norge i Idrætsparken (2-0) og spillede den anden og sidste ti dage efter mod Wales samme sted (1-0).
Palle Kähler var en lille lynhurtig højre wing, og mange havde spået ham en længere landsholdskarriere end det blev ham forundt.
Han spillede yderligere tre kampe på b-landsholdet (1964-66) og var udtaget til udvalgt fynsk unionshold FBU) flere gange.
Blev efter at have arbejdet som maskinarbejder i mange år på Hostrups Fabrikker ramt af sygdom og boede i sine sidste leveår på plejehjem i Odense.